# Karl Benjamin Preusker

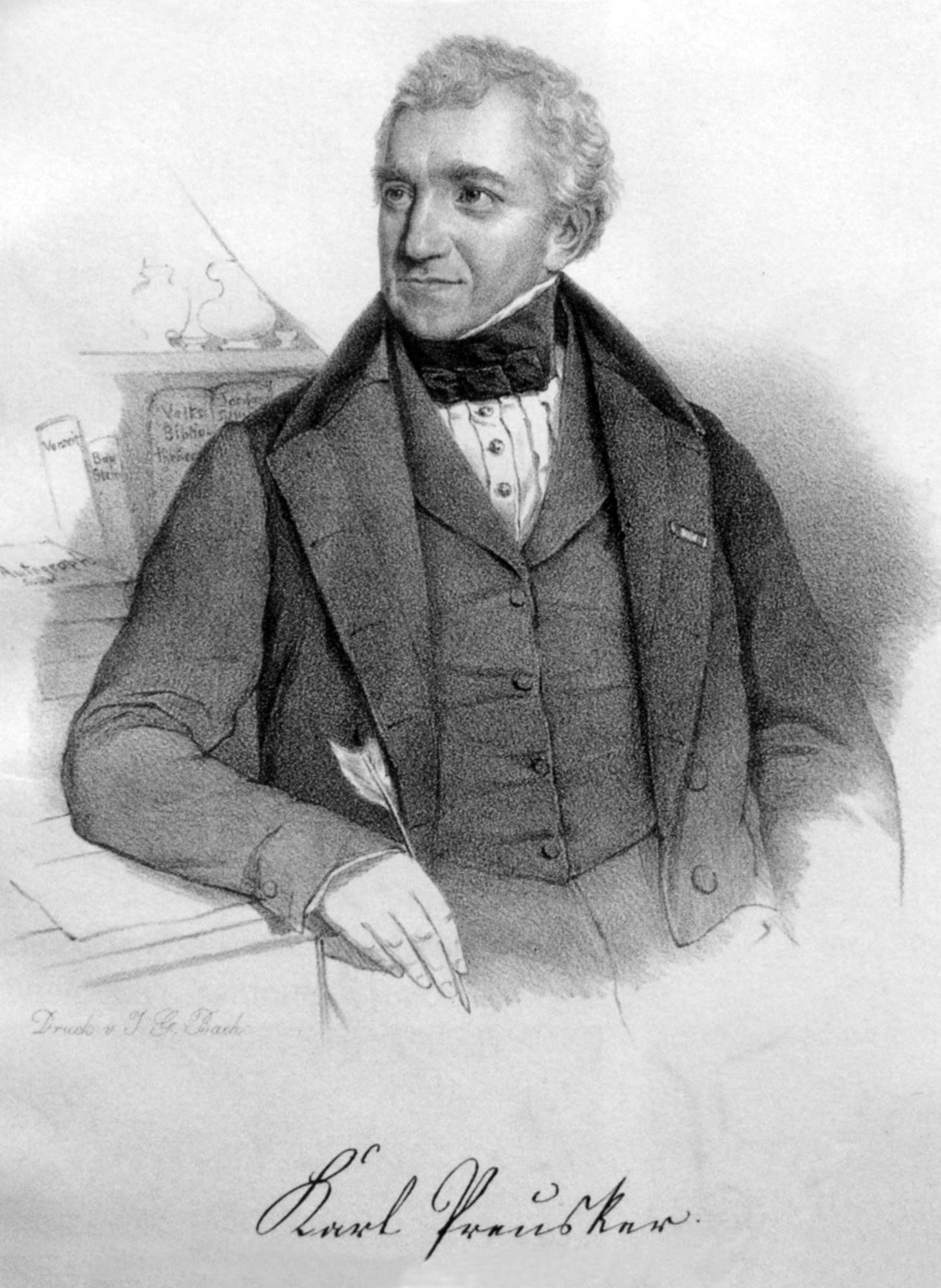
Karl Benjamin Preusker im Jahr 1840

Karl Benjamin Preusker (* 22. September 1786 in Löbau; † 15. April 1871 in Großenhain) kann als wichtiger Wegbereiter des öffentlichen Bibliothekswesens in der ersten Hälfte des 19. Jahrhunderts und Vorläufer der späteren Bücherhallenbewegung bezeichnet werden. Er war der Gründer der ersten Bürgerbibliothek Deutschlands, welche 1828 im sächsischen Großenhain entstand. Zugleich war Preusker unermüdlicher Publizist, Archäologe und Museumspionier in Sachsen. Aufgrund seines Engagements für die Allgemeinheit, für bessere Lebensbedingungen und gleiche Bildungschancen wird er auch als Philanthrop betrachtet.

## Leben
Für den Kaufmannsberuf vorgesehen, entwickelte Preusker früh eine Neigung zum Sammeln und zur geistigen Tätigkeit. Eine Buchhändlerlehre in Leipzig (1805–1809) und die anschließende Beschäftigung in der Buchhandlung von Joachim Heinrich Campe in Braunschweig wurden seinen Interessen mehr gerecht. Weil im kriegszerstörten Deutschland weder das elterliche Geschäft noch der Buchhandel eine Perspektive boten, trat er kurz nach der Völkerschlacht bei Leipzig 1813 in die neu gebildete Lausitzische Landwehr ein. Als zuverlässiger Verwaltungsgehilfe stieg er schnell zum Regiments-Quartiermeister auf. Die wechselnden Dienstorte in Sachsen und Frankreich nutzte er, um Land und Leute kennenzulernen. In Leipzig schrieb er sich an der Universität ein. 1823 heiratete er in Döbeln wenige Wochen nach der ersten Begegnung die Bürgermeisterstochter Agnes Löwe. 1824 erhielt er die angestrebte Zivilstelle als Königlicher Rentamtmann in Großenhain, ein Amt, das er bis 1853 bekleidete und das ihm ausreichend Zeit für seine privaten Interessen ließ.

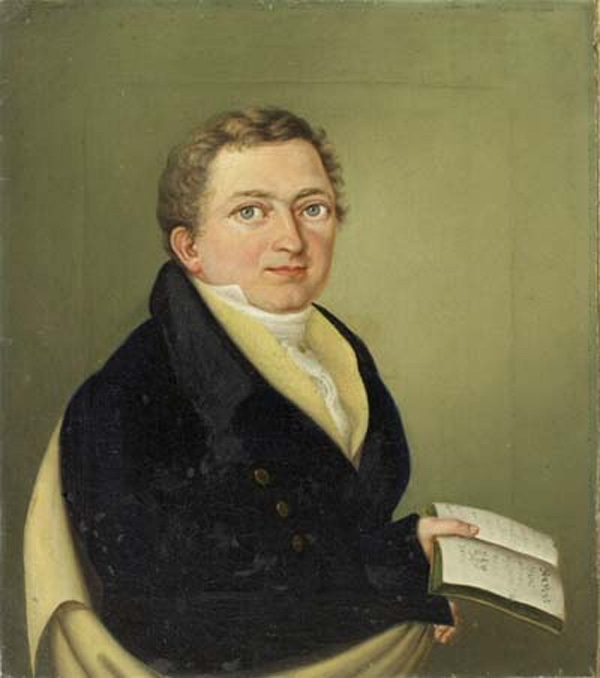
Preusker mit 38 Jahren

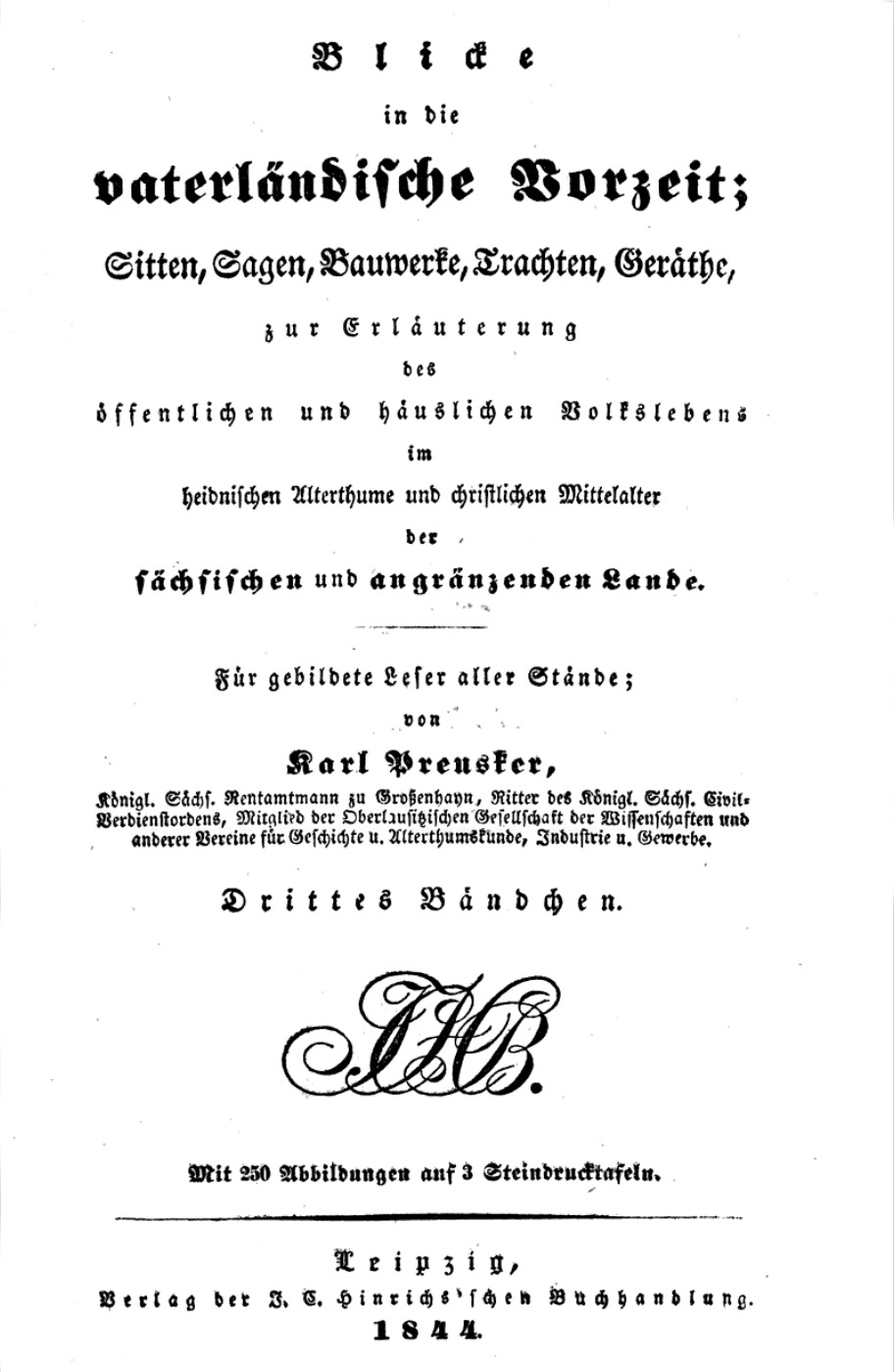
Titelblatt zu Preuskers Hauptwerk Blicke in die vaterländische Vorzeit, Band 3, 1844

### Preusker als Bibliotheksgründer und Bildungsstratege
Am 24. Oktober 1828 rief er zusammen mit dem Arzt Emil Reiniger im sächsischen Großenhain mit der Vaterländischen Bürger-Bibliothek die erste öffentliche Bibliothek ins Leben. Sie sollte Wissen und Bildung allen Bürgern zugänglich machen. Konzeptionell war sie eng mit der 1830 gegründeten Sonntagsschule und dem 1832 folgenden Gewerbeverein verzahnt. Alle drei dienten der beruflichen wie persönlichen Fortbildung. In den Rechenschaftsberichten beschrieb Preusker regelmäßig Organisation und Fortgang der Einrichtungen. Durch sein erfolgreiches Beispiel war er über Sachsen hinaus ein anerkannter Ratgeber. Über zehn Bibliotheken in Deutschland und in der Schweiz führen ihre Gründung auf seine Anregungen zurück.
Krönung seiner Ideen ist das Konzept eines gestuften Bibliothekswesens, beginnend bei Dorfbibliotheken und gipfelnd in einer Nationalbibliothek. Er schlug ferner verschiedene Typen von Spezialbibliotheken vor und dachte auch bereits an eine Art von Dokumentationseinrichtung.

### Preusker als Archäologe
Preusker widmete sich nach seinem Amtsantritt in Großenhain zunächst mit besonderem Eifer der Erforschung der vaterländischen Altertümer, also der heimatlichen Archäologie. In seinen Schriften formulierte er grundlegende Methoden und Ziele der modernen Archäologie bzw. Denkmalpflege. 1841/44 veröffentlichte Preusker sein Hauptwerk Blicke in die vaterländische Vorzeit. Mit dieser ersten umfassenden Arbeit zur Archäologie Sachsens schloss Preusker sein 1824 begonnenes archäologisches Werk ab, nachdem er sich schon 1830 dem Thema der Volksbildung zugewandt hatte. Preusker war Mitglied in 21 Geschichts- und Altertumsvereinen. 1828 ernannte ihn der Königliche Altertumsvereins in Kopenhagen zum Mitglied, 1829 erhielt er für seine Verdienste die silberne Medaille der Oberlausitzischen Gesellschaft der Wissenschaften in Görlitz. Preusker pflegte einen intensiven Briefwechsel mit Sammlern, Altertumskundlern, Numismatikern und Sprachwissenschaftlern. Ein persönliches Verhältnis verband ihn mit Karl August Böttiger, Gustav Friedrich Klemm, Christian Adolf Pescheck oder Karl Wilhelmi.
Als Schüler erwarb Preusker die ersten vorgeschichtlichen Funde. 1853 übergab er seine ca. 900 Objekte umfassende Sammlung dem Dresdener Antikenkabinett, um sie dort dauerhaft der Öffentlichkeit zugänglich zu machen. Sie wird als Wurzel des Landesmuseum für Vorgeschichte Dresden betrachtet. Zum Preusker-Jahr 2011 soll sie wieder vollständig im Landesamt für Archäologie Sachsen zusammengeführt werden. In den 1850er und 1860er Jahren förderte Preusker mit der Abgabe von Doubletten die Gründung lokaler Altertumssammlungen, so vor allem in Löbau und Großenhain.
Teile der Sammlung von Karl Benjamin Preusker sind im Staatlichen Museum für Archäologie Chemnitz ausgestellt.

### Preusker als Philanthrop
Besonders am Herzen lag ihm die Volksbildung. 1828 gründete er zusammen mit dem Arzt Emil Reiniger die Großenhainer Schul- bzw. Bürgerbibliothek. 1830 richtete er eine Sonntagsschule für das berufliche Schulwesen ein. Lehrlinge und Gesellen sollten die Möglichkeit erhalten, sich für Beruf und persönliche Vervollkommnung fortzubilden. 1832 rief er in Großenhain den Gewerbeverein (zur Fortbildung der Gewerbetreibenden) ins Leben. Der praktisch denkende Preusker setzte sich aber auch für die Gründung einer Sparkasse, einer Kinderbewahranstalt für berufstätige Frauen und die Einführung einer Straßenbeleuchtung ein. Die Grundgedanken für sein gemeinnütziges Streben fand er in Herders Humanitätslehre sowie im freimaurerischen Gedankengut. Preusker war bereits 1814 in die Bautzener Loge Zur Goldenen Mauer aufgenommen worden.

## Ehrungen
- 1833: Ritterkreuz des Kgl. Sächsischen Zivilverdienstordens
- 1840: Kgl. Preußische Medaille für Wissenschaft und Kunst
- 1840: Ehrenbürger von Hain[3]
- 1860: Ehrenbürger von Löbau[4]
- 1866: Einrichtung der Karl Preusker Stiftung. durch Großenhainer und Dresdner Gewerbevereine

## Nachlass

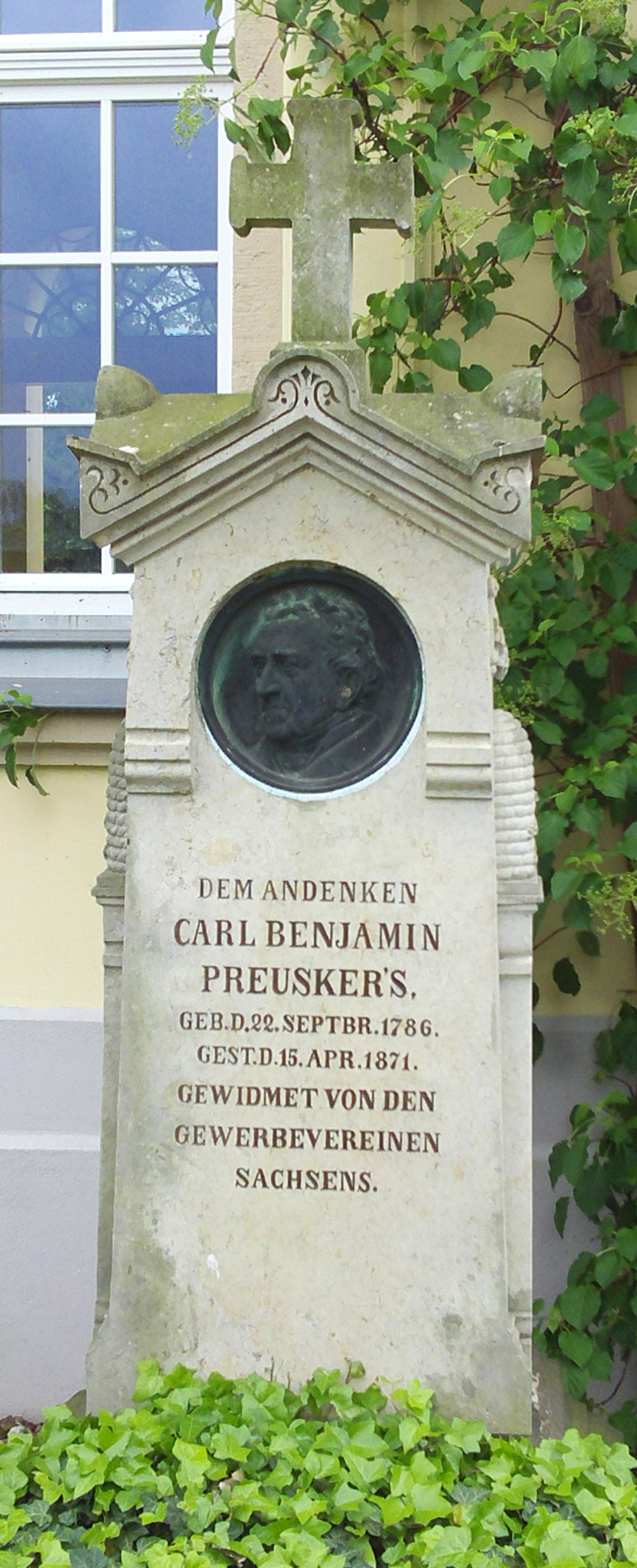
Preuskers Grabstein auf dem Friedhof Großenhain

Von Jugend an hat Preusker seine Lebensbahn sorgfältig dokumentiert. Im Zuge der Pensionierung ordnete er seine Materialsammlungen und schrieb seine Lebenserinnerungen nieder. Die wichtigsten Nachlässe sind in Großenhain, Dresden und Löbau überliefert. In der Handschriftensammlung der SLUB Dresden werden Preuskers mehrbändige Lebenserinnerungen, biographische Dokumente sowie mehr als 1000 Briefe von und an Preusker bewahrt.

## Andenken
Die Gründung der Vaterländischen Bürger-Bibliothek am 24. Oktober 1828 wird in Deutschland jährlich als Tag der Bibliotheken begangen.
Zu Ehren Preuskers vergibt der Dachverband Bibliothek & Information Deutschland am Tag der Bibliotheken die Karl-Preusker-Medaille an Personen und Institutionen, die sich um Bibliotheken und Literatur verdient gemacht haben; von 1996 bis 2009 wurde die Auszeichnung von der Deutschen Literaturkonferenz vergeben.
2011 rief das Landesamt für Archäologie Sachsen aus Anlass des 225. Geburtstags Preuskers ein Preusker-Jahr aus. In Kooperation mit den Städten Löbau und Großenhain fanden drei Ausstellungen sowie Veranstaltungen statt und es wurde eine Publikation veröffentlicht. Außerdem wurde mit der Erschließung des Briefverkehrs und der archäologischen Sammlung Preuskers begonnen. In einem Internetportal war ein Teil des Briefnachlasses Preuskers zwei Jahre lang zugänglich.